# Ruth Rieser
Ruth Rieser (* 31. März 1965 in Klagenfurt) ist eine österreichische Schauspielerin, Drehbuchautorin, Filmregisseurin und Produzentin.

## Leben
Ruth Rieser begann ihre Schauspielausbildung am Mozarteum in Salzburg und schloss 1989 ihr Diplom am Max-Reinhardt-Seminar in Wien ab. 1990 studierte sie auch an der École Supérieure d'art Dramatique du Théâtre National de Strasbourg in Frankreich, später studierte sie Theaterwissenschaften an der Universität Wien und schloss ihr Magisterstudium mit einer Diplomarbeit über Eleonora Duse ab.
Ruth Rieser spielte ab 1988 in Kurz- und Fernsehfilmen mit. Bekanntheit erlangte sie unter anderem durch ihre Rolle als Lotte Zweig im Spielfilm Lost Zweig, der von Stefan Zweigs Zeit im brasilianischen Exil handelt. Für diese Rolle wurde sie 2003 mit dem Candango des Festival de Brasília als "Best Actress" ausgezeichnet. Der „Candango“ ist der wichtigste Filmpreis des Filmlandes Brasiliens.
Gebürtig, eine Romanverfilmung von Robert Schindel, in Co Regie mit Lukas Stepanik, ist ein weiterer wesentlicher Kinofilm, in dem sie Susanne Ressel spielt, ihr Filmpartner: Peter Simonischek.
Neben Film- und Fernsehproduktionen nahm sie unter anderem Engagements am Stadttheater Klagenfurt, dem Theater in der Josefstadt und am Staatstheater Stuttgart wahr.
2011 Filmpremiere im Gartenbaukino ihres ersten Dokumentarfilms du und ich, der von der Beziehung einer körperlich beeinträchtigten Frau zu ihrem nicht behinderten Lebensgefährten handelt.
2013 gründete sie die RR* Filmproduktion.
2014 entstand der Kinodokumentarfilm Peter Turrini: Rückkehr an meinen Ausgangspunkt ( 90 min. plus 100 min Lesungen mit Peter Turrini) - Kinostart 2016/17. Auszeichnung: Akademie ROMY - Bester Kinodokumentarfilm 2017
2016/17 hatte ihr erster Kinderspielfilm Kinderzauber (The Magic of Children/Enfants et Merveilles) mit dem Pantomimen Samy Molcho, 27 Kinder und „Circus Dimitri“ seine Festivalpremieren.
2021 hat ihr dritter Kinodokumentarfilm Auslegung der Wirklichkeit – Georg Stefan Troller seine Premiere, im Mai 2021 bei DOKfest München (Welt- und Festivalpremiere) und den österreichischen Kinostart am 5. November 2021 (Metro Kinokulturhaus Wien).

## Filmografie (Auswahl)

### Als Schauspielerin
- 1981: Schöne Tage
- 1992: Leas Hochzeit (TV)
- 1996: Die Josefs-Trilogie
- 1997: Die Schuld der Liebe
- 1999: Kommissar Rex (TV-Serie, Folge 5x05: Trügerische Nähe)
- 2002: Lost Zweig
- 2002: Gebürtig
- 2002: Tatort: Tödliche Tagung (TV)
- 2010: Schnell ermittelt, Folge Nico Hartmann

### Als Regisseurin und Drehbuchautorin
- 2011: du und ich (A, doc., 103 min., UT in E und auf DVD)

### Als Regisseurin, Drehbuchautorin und Produzentin
- 2016: Peter Turrini. Rückkehr an meinen Ausgangspunkt (A, doc., 95 min ., UT in D, E und F und auf DVD ) © RR* Filmproduktion (plus 100 min. Lesungen mit dem Autor auf DVD )
- 2017: „Kinderzauber“ / "The Magic of Children" / "Enfants et Merveilles" (A, fiction, 71 min. UT in D, E und F und auf DVD)
- 2021: Auslegung der Wirklichkeit – Georg Stefan Troller (A, doc., 121 min., / UT in D, E und F)[2][3]

## Auszeichnungen
- 2003 „Troféu Candango"  – Best Actress“ für die Hauptrolle in „Lost Zweig“; (in englischer Sprache), Festival de Brasilia 2003
- 2017 „Goldene Akademie ROMY – Bester Kinodokumentarfilm“ für Peter Turrini. Rückkehr an meinen Ausgangspunkt, Österreich
- 2022 „Deutscher Dokumentarfilmpreis – Preis der Norbert W. Daldrop Förderung für Kunst und Kultur“ für Auslegung der Wirklichkeit – Georg Stefan Troller[4][5]

## Persönliches
2003 wurde sie Mutter eines Sohnes.